# جوزپه دی ماسی
جوزپه دی ماسی (انگلیسی: Giuseppe Di Masi؛ زادهٔ ۱۶ ژوئیهٔ ۱۹۸۱) بازیکن فوتبال اهل ایتالیا است.
از باشگاه‌هایی که در آن بازی کرده‌است می‌توان به باشگاه فوتبال فوجا، باشگاه فوتبال آ.اس. رم، باشگاه فوتبال رجانا، باشگاه فوتبال پیزا، باشگاه فوتبال آولینو، و باشگاه فوتبال پالرمو اشاره کرد.